# 보문사 (강화군)

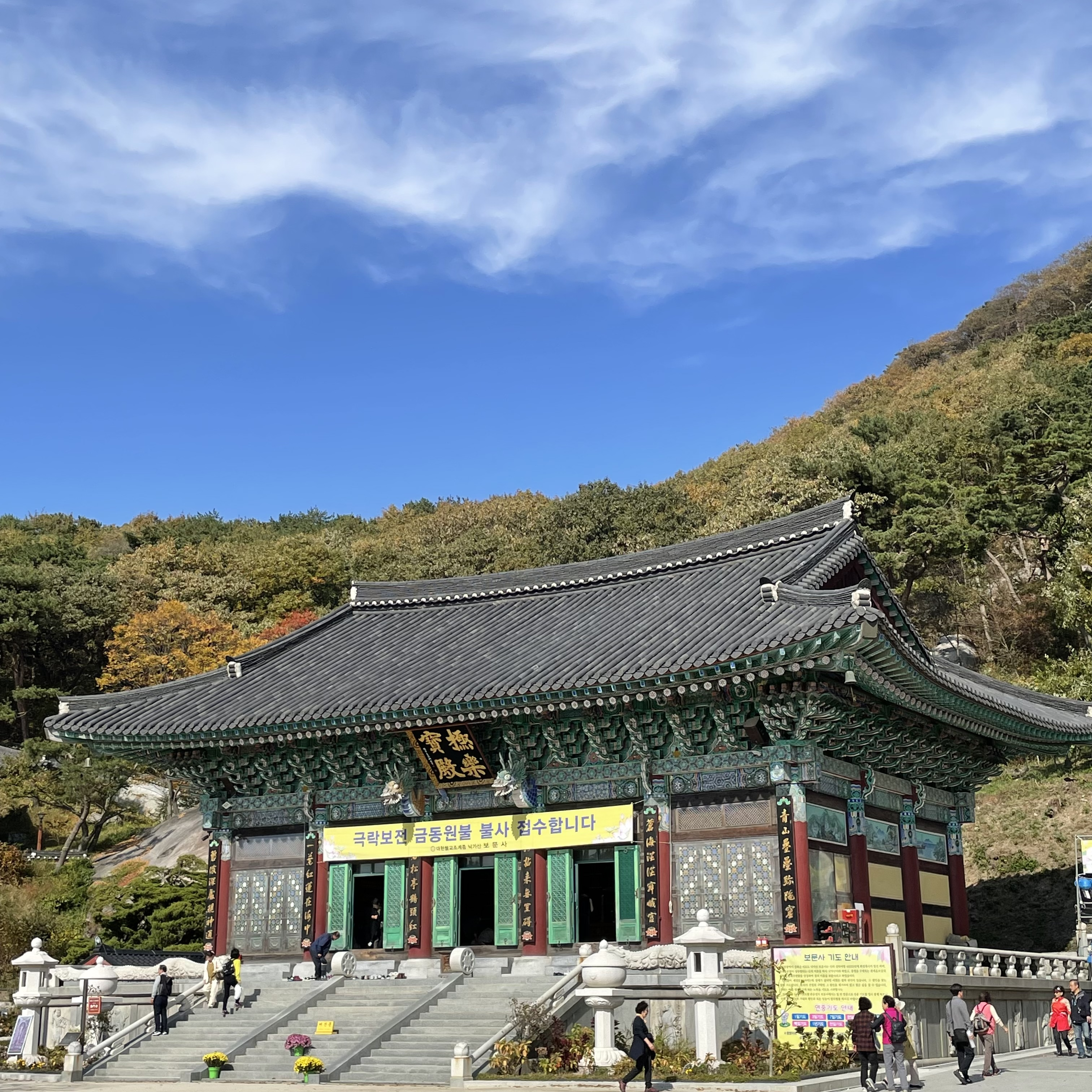
보문사 극락보전

보문사는 석모도에 있는 사찰이다. 신라 선덕여왕 4년인 635년 회정대사가 금강산에서 수행하던 중 관세음보살의 진신을 친견하고 강화도로 내려와 창건하였다. 전설에 의하면, 바다에서 건져올린 돌덩이를 부처로 석굴(石窟)에 모시면서 절의 역사가 시작되었다고 한다.

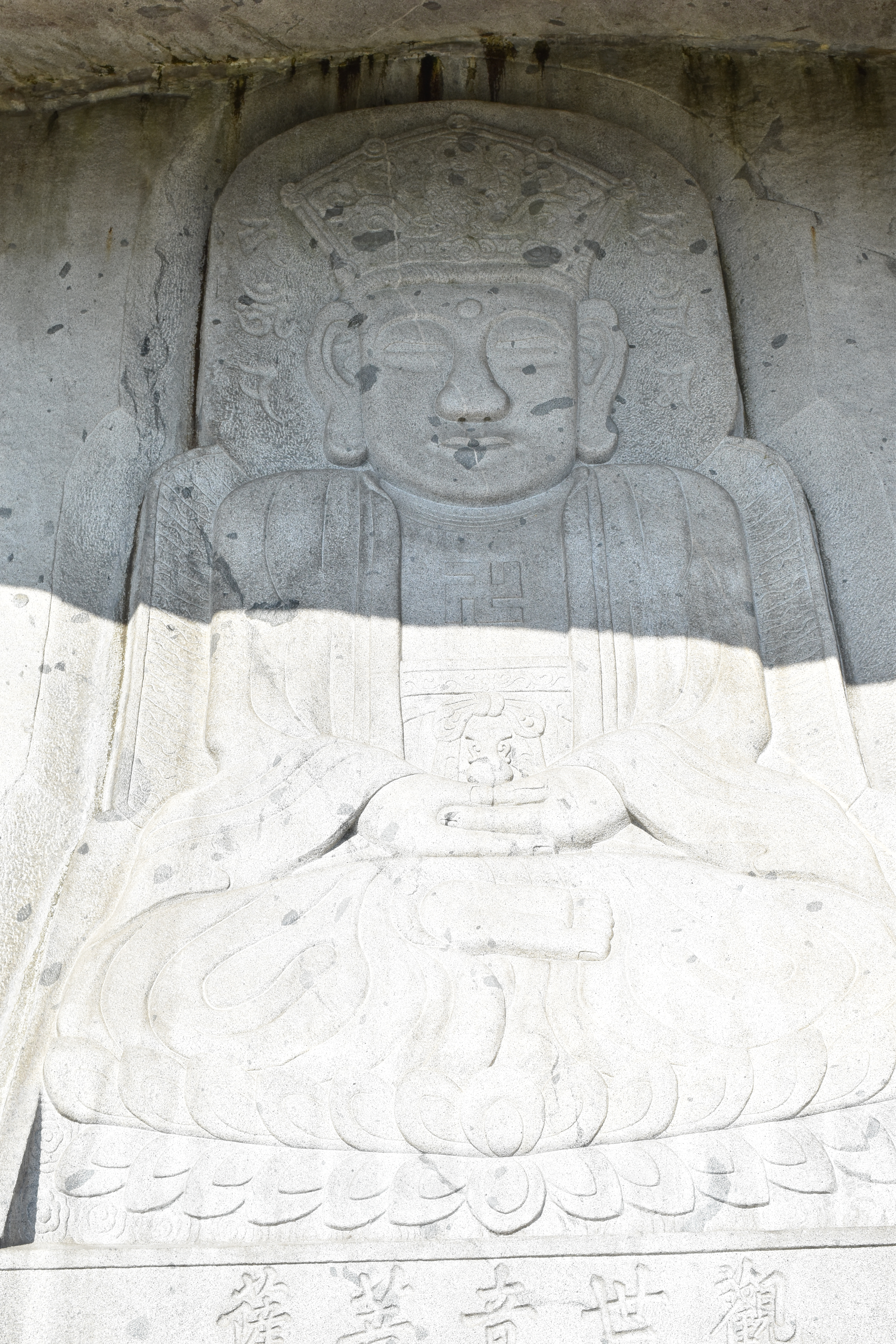
보문사 마애관새음보살좌상

## 같이 보기
- 강화 보문사 향나무 - 인천광역시 기념물 제17호